# ستاره افغان (فیلم مستند)
ستاره افغان (انگلیسی: Afghan Star) یک فیلم مستند بریتانیایی محصول سال ۲۰۰۹ است که زندگی چهار شرکت کننده در مسابقه موسیقی ستاره افغان را در کشور افغانستان دنبال می‌کند. مستند ستاره افغان توسط هاوانا مارکینگ کارگردانی شده و توسط زیتگست فیلم توزیع شده است. این فیلم مستند مورد تحسین منتقدان قرار گرفت.

## روند ساخت
تهیه‌کنندگان با تلویزیون طلوع مستقر در افغانستان همکاری کردند. فیلمبرداری عمدتاً در کابل انجام شد، شهری که مسابقه ستاره افغان در آن برگزار می‌شود، اما شهرهای هرات و قندهار را نیز در جریان مستندسازی و پرداختن به داستان‌های ستاره و لما، دو تن از شرکت‌کنندگان، نمایش داده می‌شوند. بسیاری از تصمیم‌گیری‌های فیلم کاملاً واکنشی بود و با شرایطی که فیلمسازان انتظارش را داشتند همخوانی داشت. هاوانا مارکینگ در مصاحبه ای به تنش‌های فزاینده و غیرقابل پیش‌بینی بودن وضعیت در روند فیلمبرداری اشاره می‌کند و بیان می‌کند که گرچه مستقیماً تهدید نشده بود، اما «باید یک پروتکل کلی را رعایت می‌کرد.» او در مورد خطری که همراهی با یک شرکت کننده در زادگاهش قندهار ایجاد می‌کند، اظهار داشت که تیم ساخت تصمیم گرفت که به شرکت کننده یک دوربین بدهد تا خودش در قندهار از خودش فیلمبرداری کند. مارکینگ همچنین به تعویق انداختن فیمبرداری به دلیل فعالیت تهاجمی شبه نظامیان که توسط یک مقام حکومتی و جنگ سالار سابق تحریک شده بود، توضیحاتی ارائه کرد.

## خلاصه داستان
ستاره افغان داستان حمید سخی‌زاده، ستاره حسین‌زاده، رفیع ناب‌زاده و لیمه سحر را دنبال می‌کند، چهار شرکت کننده که در فصل سوم یک نمایش واقع‌نمایانه به نام ستاره افغان حضور دارند. داود صدیقی کارگردان و مجری برنامه توضیح می‌دهد که این برنامه فرصتی را برای افغان‌ها فراهم می‌کند تا پس از محدودیت دوران طالبان دوباره از موسیقی لذت ببرند. شرکت کنندگان این برنامه به افراد مشهور ملی تبدیل می‌شوند. این نمایش در میان مردم عادی افغانستان محبوب است و طرفداران به شرکت‌کنندگان مورد علاقه خود از طریق پیامک و فیسبوک رای می‌دهند.
شرکت‌کننده ستاره حسین‌زاده اولین نفر از بین این چهار نفر است که حذف می‌شود. او در طول اجرای خداحافظی خود بدون حجاب اسلامی می‌رقصد. پس از اینکه داود صدیقی تصمیم می‌گیرد این صحنه را پخش کند، خشم شدیدی در جامعه محافظه‌کار مسلمان افغانستان به وجود می‌آید و ستاره تهدید به مرگ می‌شود طوری که مجبور می‌شوند او را جهت تأمین امنیت از آپارتمانش خارج کنند. ستاره توضیح می‌دهد که ذهن بازی دارد و می‌خواهد که سایر افغان‌ها نیز این چنین باشند. سپس به خانه نزد خانواده اش برمی گردد. دیگر شرکت کننده زن، لیمه سحر در آخرین دور حذف می‌شود. در حالی که یک سوم افغانستان قسمت آخر این برنامه تماشا می‌کنند، رفیع ناب‌زاده در دور نهایی پیروز می‌شود و تبدیل به ستاره افغان می‌شود.
برنامه ستاره افغان از هر شرکت‌کننده به عنوان دریچه‌ای برای مشاهده جنبه‌های مختلف جامعه افغانستان استفاده می‌کند. حذف ستاره حسین‌زاده از حواشی مهم این برنامه بود. رقص آزادانه و بدون حجاب او توسط بسیاری از مردم افغانستان به مثابه رفتاری توهین‌آمیز تلقی شد و این موضوع احتمالاً منجر به حذف زودهنگام او شد. هنگامی که او حذف شد، به او اجازه داده شد برای آخرین بار آهنگی را برای پخش در سراسر افغانستان اجرا کند.

## جوایز و افتخارات
- معرفی برای جایزه اسکار بهترین فیلم بین‌المللی در هشتاد و دومین دوره جوایز اسکار
- برنده جایزه جشنواره فیلم ساندنس (۲۰۰۹)
- برنده جایزه ایتالیا (۲۰۰۹)[۲]